# Herman Han

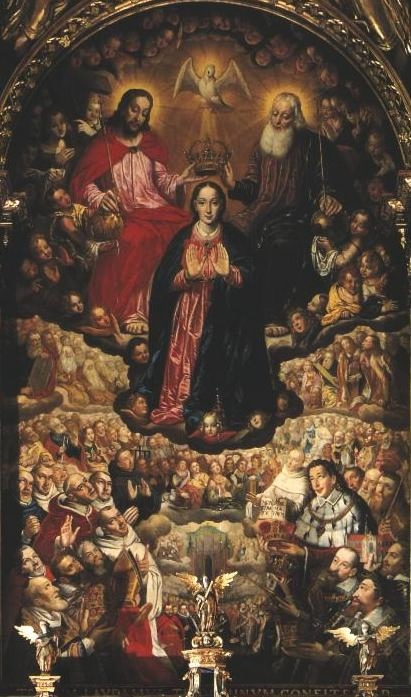
Koronacja Najświętszej Marii Panny z około 1623–1624 roku; Katedra w Pelplinie

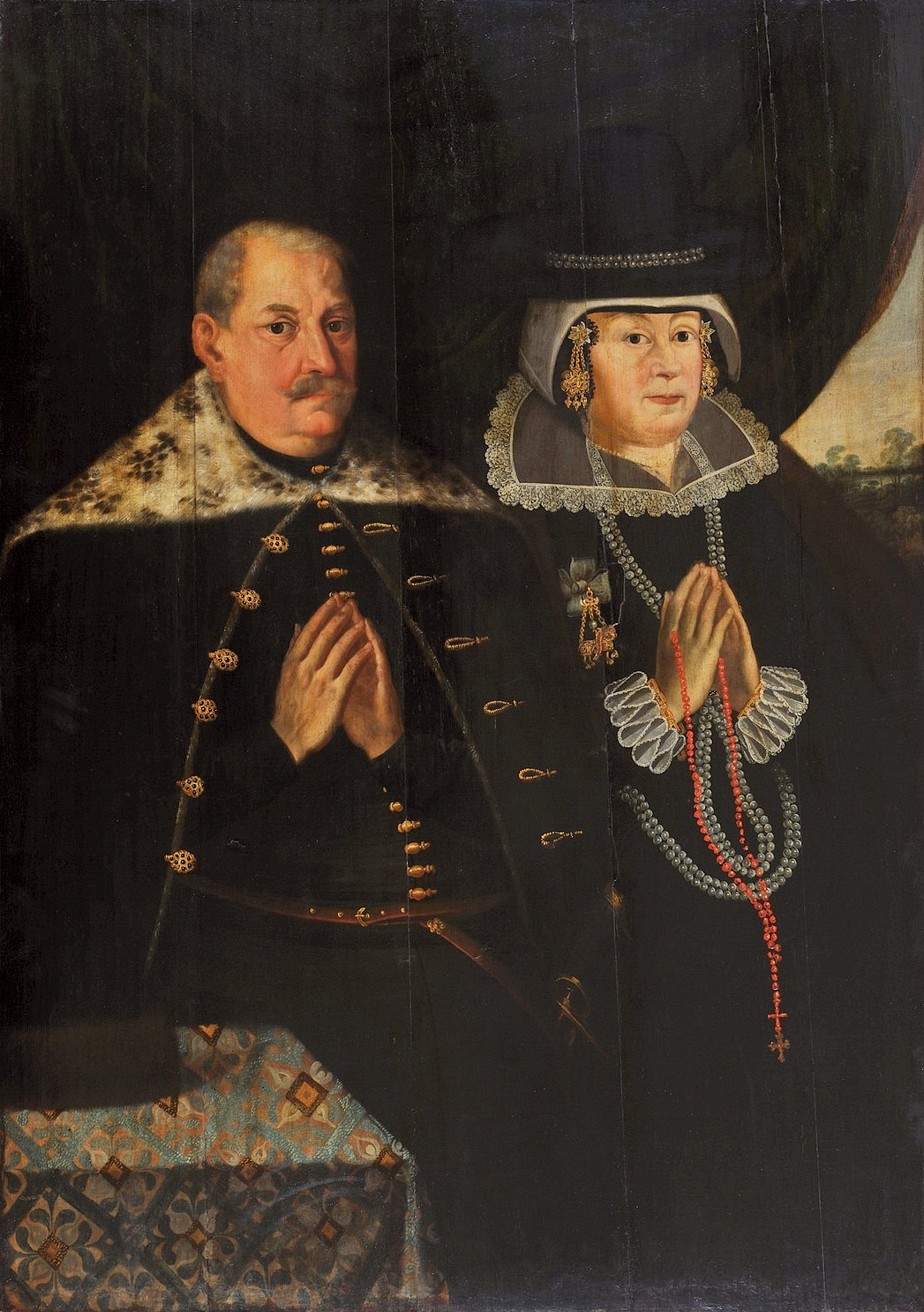
Portret epitafijny Jerzego i Anny Konopackich z około 1625 roku; Muzeum Narodowe w Gdańsku – Oddział Sztuki Dawnej

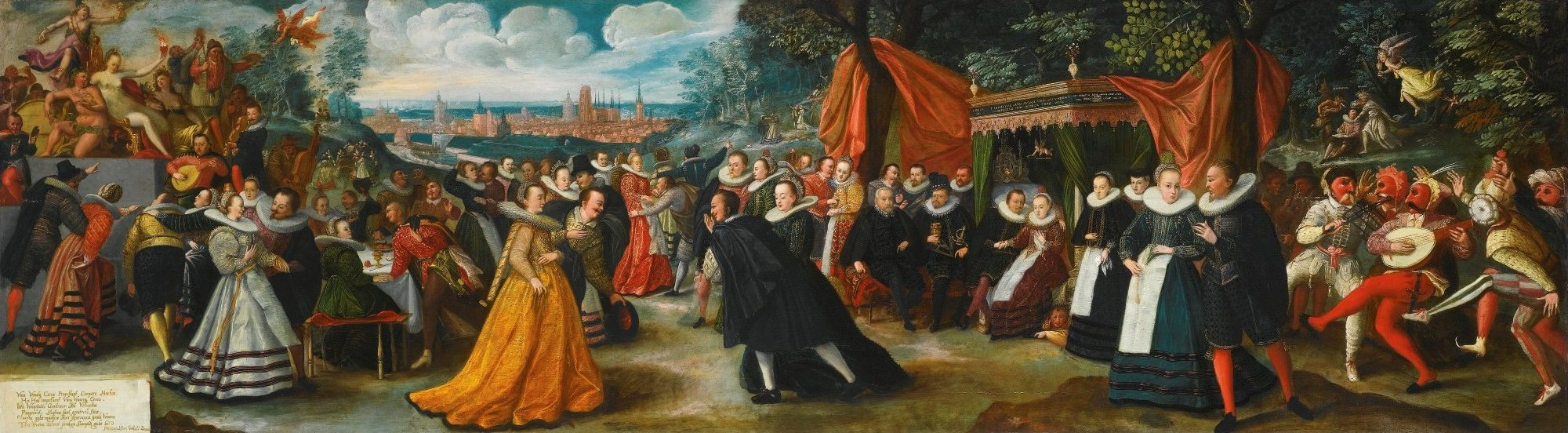
Alegoria cnoty małżeńskiej (Alegoria małżeństwa Agaty von der Linde) z 1600 roku; obraz na pokrywie wirginału, Niemcy, kolekcja prywatna

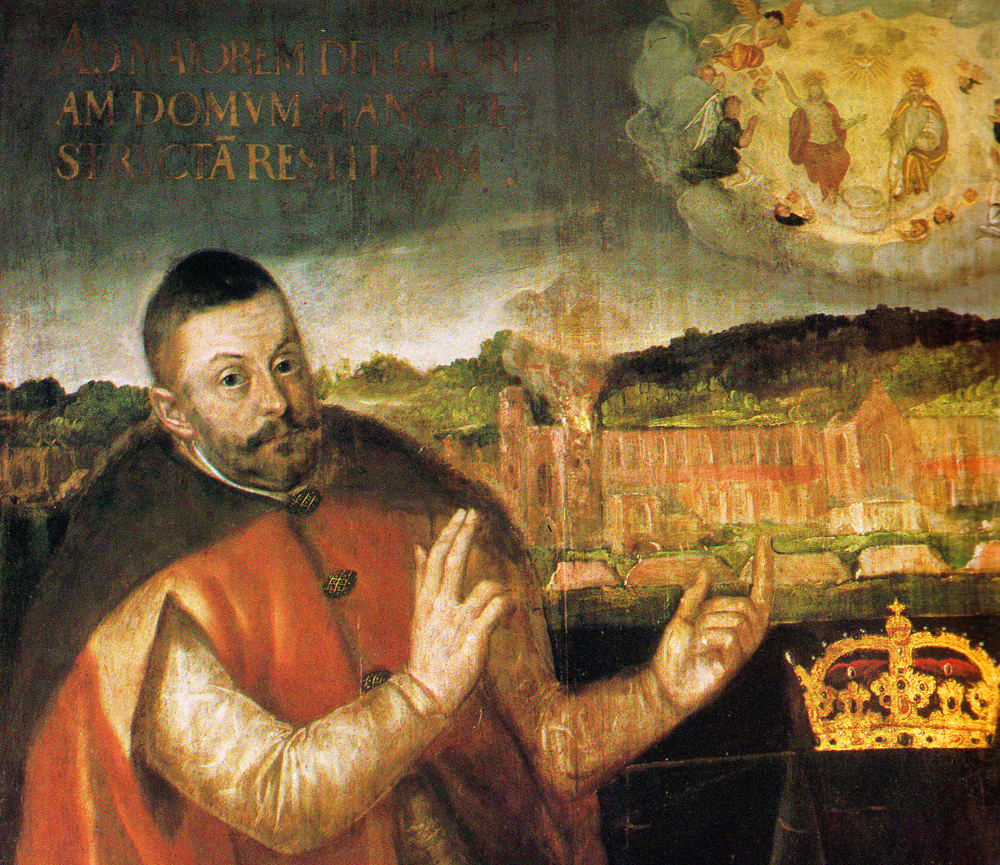
król Stefan Batory z pożarem klasztoru w Oliwie w tle XVII w., Oliwa

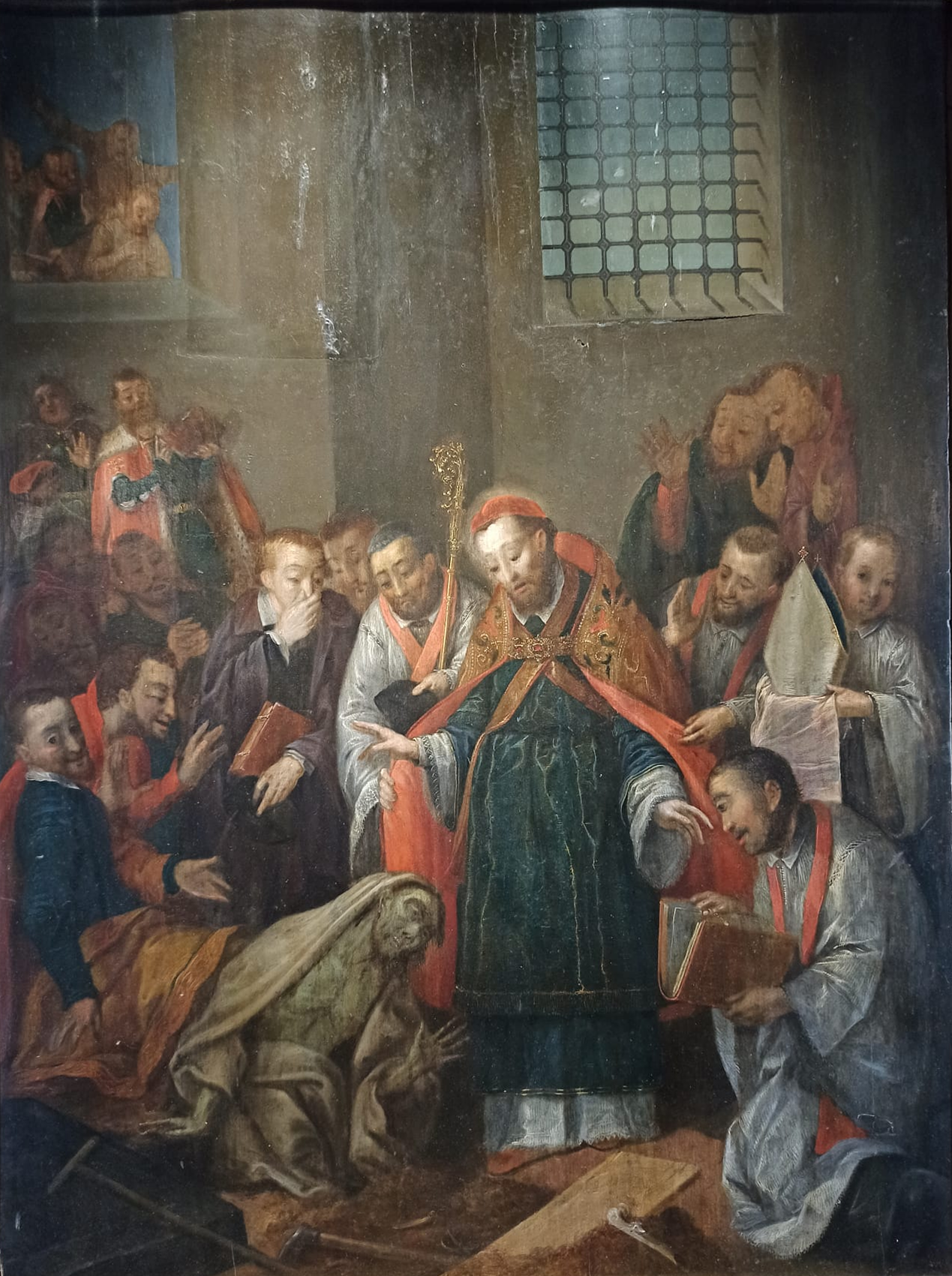
Wskrzeszenie Piotrowina przez św. Stanisława ok. (1615)

Herman Han (ur. 1580 w Nowych Ogrodach, dzielnicy Gdańska, zm. 1627 lub 1628 w Chojnicach) – malarz gdański.

## Życiorys
Urodził się w 1580 w Nowych Ogrodach, ochrzczony w wówczas protestanckim kościele Mariackim w Gdańsku.
Pierwsze nauki w zakresie malowania pobierał od ojca, który również był malarzem. Następnie wyjechał za granicę, istnieje hipoteza, że do Niderlandów lub Włoch. Po powrocie ok. 1597 osiedlił się w Gdańsku i założył własną pracownię.
Poza kształceniem młodych artystów, malował głównie obrazy religijne dla cystersów w Oliwie i Pelplinie. W 1623 przeniósł się do Chojnic, ale dalej utrzymywał swoją gdańską pracownię. Wtedy powstało jego słynne dzieło Koronacja Najświętszej Marii Panny, które zostało umieszczone na ołtarzu katedry w Pelplinie. Arcydziełem jest też Koronacja Madonny w lewym bocznym ołtarzu katedry w Oliwie. Znakomity obraz Trójca Święta znajduje się w Muzeum Narodowym w Gdańsku. Jednymi z dzieł Hermana Hana są również wykonane dla zakonu norbertanek obrazy ołtarzowe "Madonna wśród Aniołów" oraz "Trójca Przenajświętsza" ołtarza głównego w Kościele Klasztornym pw. Wniebowzięcia Najświętszej Maryi Panny w Żukowie.
Han należy do mistrzów polskiego malarstwa epoki baroku. Bezbłędną i wyrazistą kolorystykę, wyrafinowaną kompozycję łączy z bogatymi treściami swych dzieł, które w symboliczny sposób ujawniają rzeczywistość duchową i stają się projektem doświadczeń wewnętrznych.
Zmarł w Chojnicach między 18 grudnia 1627 a 22 marca 1628. Pochowany został w podziemiach chojnickiej Bazyliki pw. Ścięcia św. Jana Chrzciciela.

## Najbardziej znane obrazy Hermana Hana
- Koronacja Najświętszej Marii Panny,
  - katedra w Pelplinie (1623–1624),
  - katedra w Oliwie (po 1624),
  - kościół w Wielkim Buczku, powiat złotowski (przed 1623),
- Barokowy ołtarz główny wraz z obrazami "Trójca Przenajświętsza" (wyżej) oraz "Madonna wśród Aniołów" (niżej) w Kościele mariackim w Żukowie.Trójca Święta,
  - Muzeum Narodowe w Gdańsku (?),

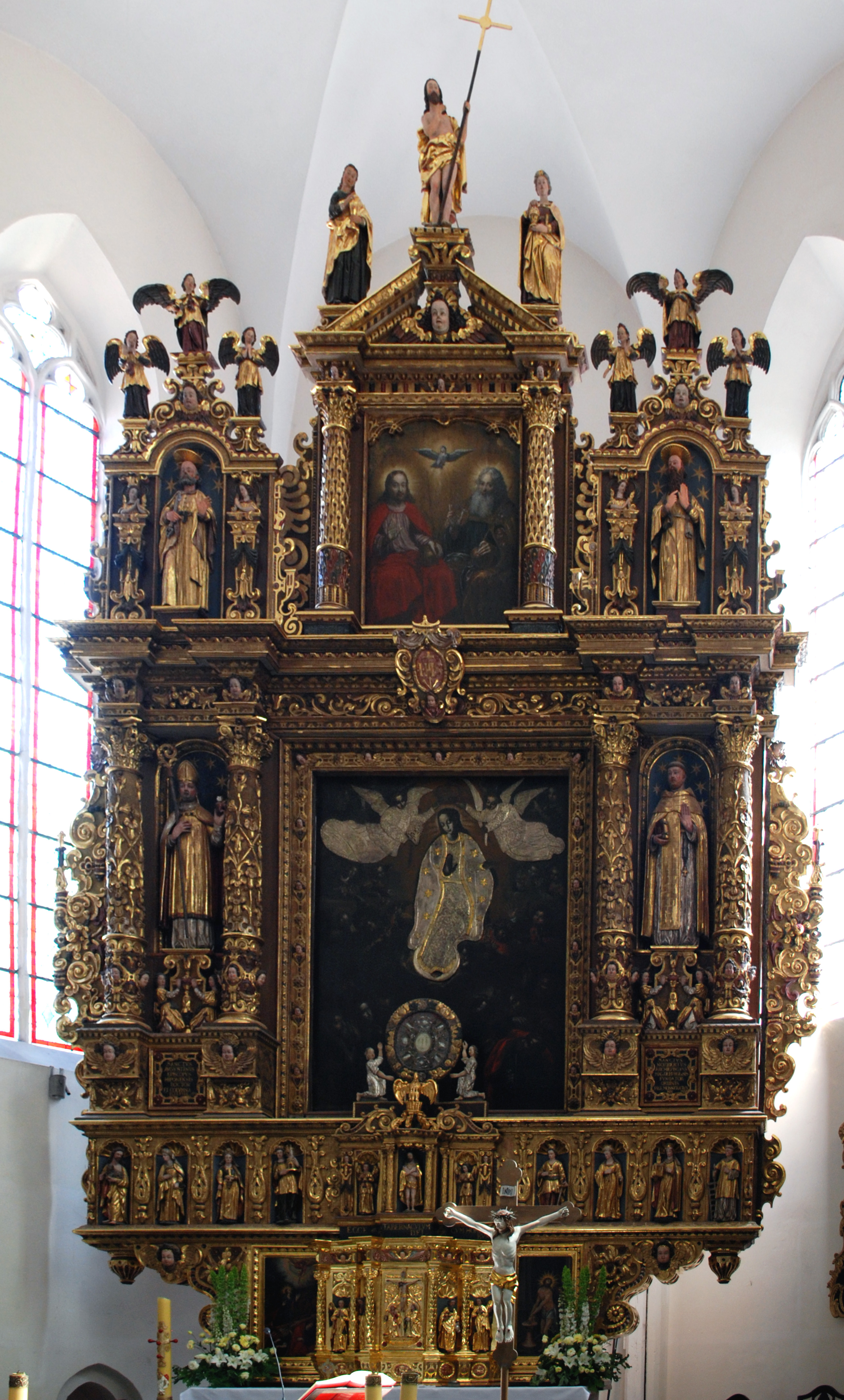
Barokowy ołtarz główny wraz z obrazami "Trójca Przenajświętsza" (wyżej) oraz "Madonna wśród Aniołów" (niżej) w Kościele mariackim w Żukowie.

  - kościół w Czersku, pow. Chojnice (1611),
  - katedra w Pelplinie (1618),
  - kościół mariacki w Żukowie (pocz. XVII w.),
- Wniebowzięcie NMP (1616) – katedra w Pelplinie,
- Madonna wśród Aniołów - kościół mariacki w Żukowie (pocz. XVII w.),
- Koncert anielski (1611) – kościół w Czersku, pow. Chojnice.
- Alegoria cnoty małżeńskiej (Alegoria małżeństwa Agaty von der Linde)
- Wskrzeszenie Piotrowina przez św. Stanisława ok. (1615)
  - bazylika Wniebowzięcia NMP w Koronowie – obecnie Pelplin, Muzeum Diecezjalne